# East Garfield Park
East Garfield Park (Parco Garfield Est) è un quartiere di West Side a Chicago, Illinois.
Prende il nome dal grande parco urbano di Garfield Park.
Il quartiere è circondato dalla Franklin Boulevard a nord, Arthington e Taylor Streets a sud, Hamlin Avenue e Independence Boulevard a ovest, e Rockwell Street a est.

## Demografia
Secondo il censimento nel 2015 la popolazione era di 20.656 abitanti.

## Trasporti
Il quartiere è raggiungibile dai treni della linea blu e della linea verde della Chicago Transit Authority.